# پورا بورگارجورتر

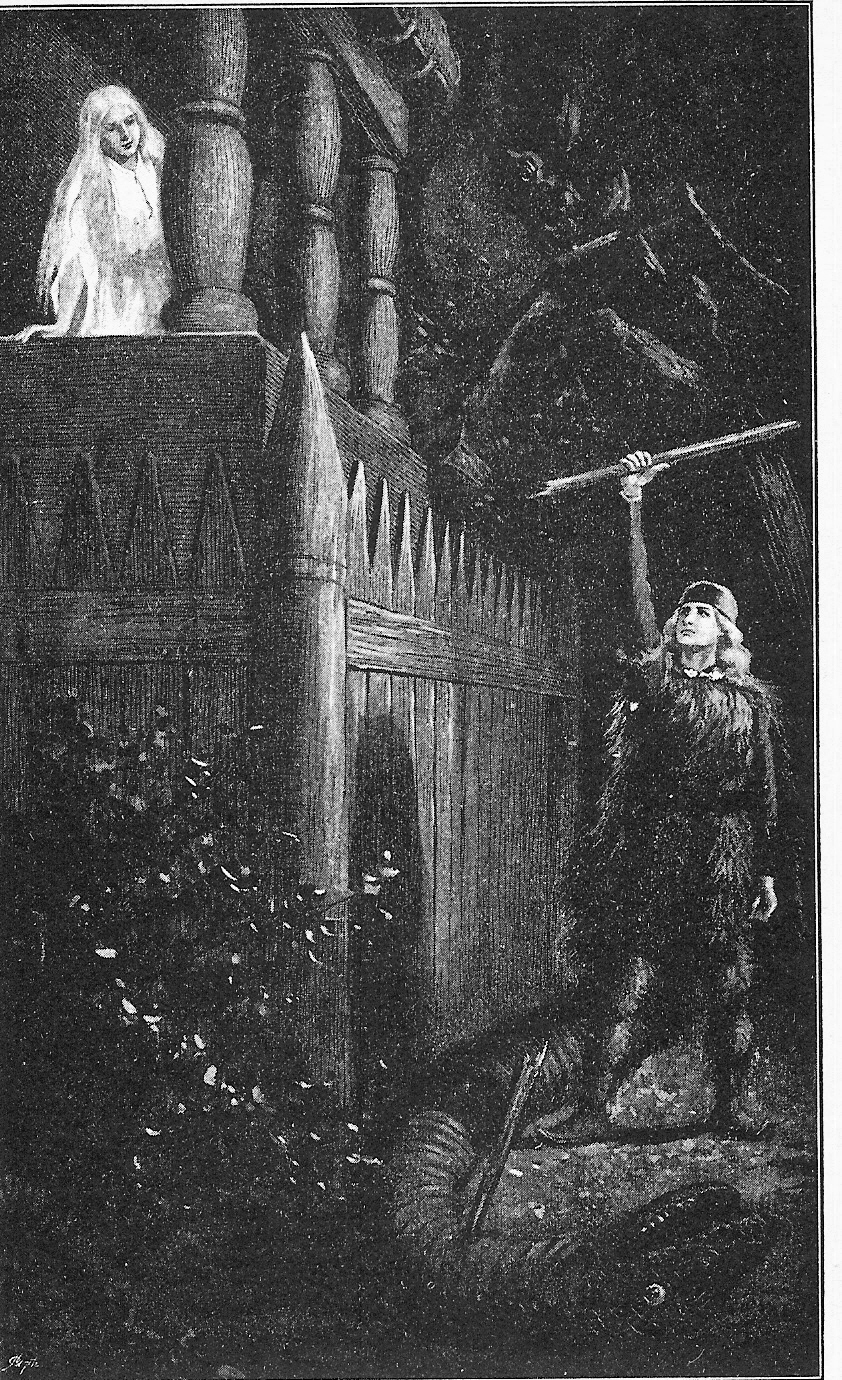
تورا تاون هارت، تصویرگری جنی نیستروم (۱۸۹۵)

تورا بورگارهارت (نورس باستان: Þóra Borgarhjǫrtr، که در معنا "شهر ثورا - هارت " ترجمه می‌شود)، یک شخصیت افسانه‌ای در حماسه‌های نورس است - همسر راگنار لودبرک بود، راگنار با یک اژدهای اروپایی برای رسیدن به تورا مبارزه کرده و او را می‌کشد. ثورا دختر هرراور، ارل یوتالند بود.
رگنار بعدها با آسلاگ (Aslög)، دختر سیگورد و براین هلد ازدواج کرد.